# Eurytoma breviura
Eurytoma breviura är en stekelart som beskrevs av Bugbee 1945. Eurytoma breviura ingår i släktet Eurytoma och familjen kragglanssteklar. Inga underarter finns listade i Catalogue of Life.